# Popești (okręg Bacău)
Popești – wieś w Rumunii, w okręgu Bacău, w gminie Găiceana. W 2011 roku liczyła 230 mieszkańców.